# Saison 8 de L'amour est dans le pré
La huitième saison de L'amour est dans le pré, est une émission de télévision française de téléréalité, diffusée chaque semaine sur M6 du lundi 17 juin 2013 au lundi 23 septembre 2013. Elle est présentée par Karine Le Marchand.
Les portraits des 14 agriculteurs participants à cette saison ont été diffusés les 7 et 14 janvier 2013. 

## Production et organisation

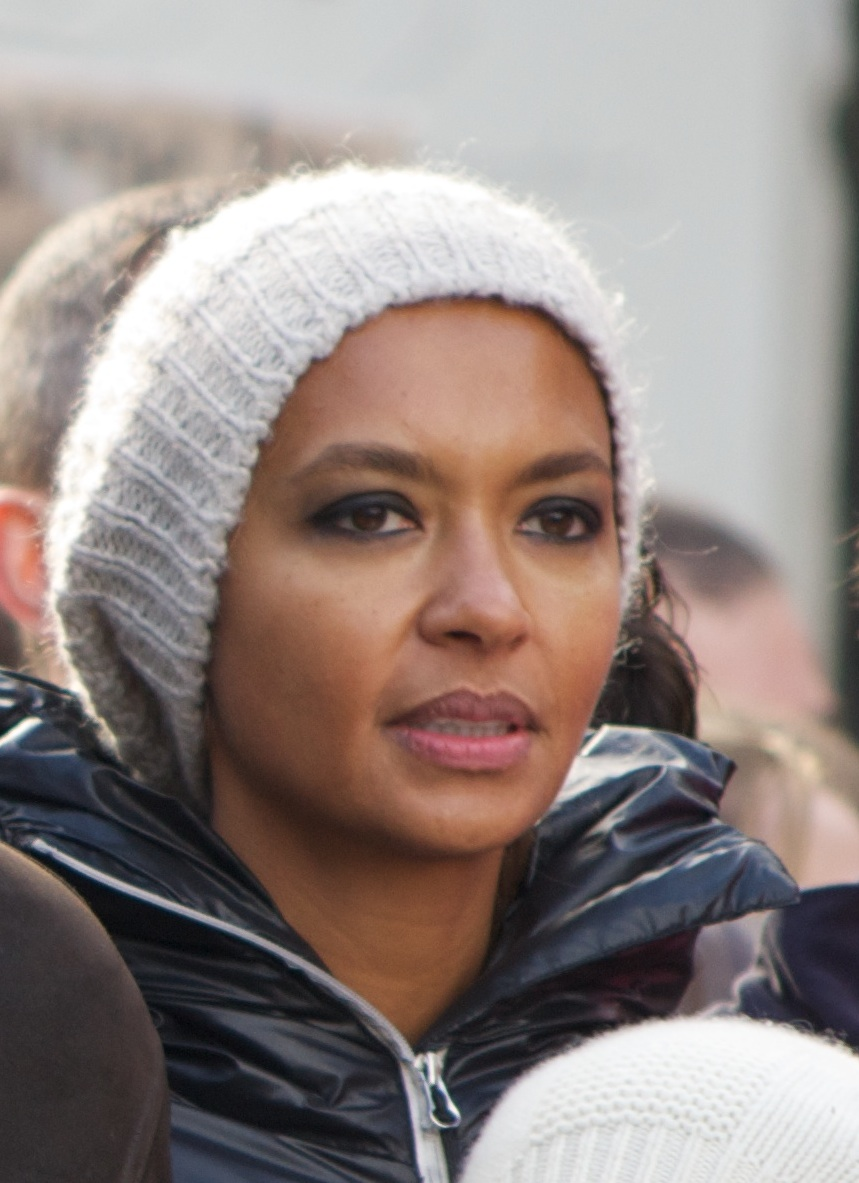
Karine Le Marchand présente l'émission.

Karine Le Marchand, présentatrice depuis la cinquième saison, l'est à nouveau pour cette édition.
La société de production Fremantle, produit une fois de plus cette saison.

## Participants
Ci-après, la liste des 14 participants de cette saison, :
| Participants | Participants | Profession                                    | Âge    | Localisation | Intéressé par |
| ------------ | ------------ | --------------------------------------------- | ------ | ------------ | ------------- |
| ♀            | Audrey       | Éleveur de brebis et de volailles             | 28 ans | Non connu.   | Hommes        |
| ♂            | Damien       | Éleveur de vaches                             | 36 ans | Non connu.   | Femmes        |
| ♂            | Didier       | Éleveur de vaches et de chèvres               | 41 ans | Non connu.   | Femmes        |
| ♀            | Françoise    | Éleveuse de poneys                            | 52 ans | Non connu.   | Hommes        |
| ♂            | Gilles       | Éleveur de chèvres et de vaches               | 45 ans | Non connu.   | Femmes        |
| ♂            | Guillaume    | Éleveur de vaches et de volailles             | 30 ans | Non connu.   | Femmes        |
| ♂            | Jean-Louis   | Éleveur de brebis                             | 51 ans | Non connu.   | Femmes        |
| ♂            | Jean-Noël    | Viticulteur et trufficulteur                  | 47 ans | Non connu.   | Femmes        |
| ♂            | Nicolas      | Éleveur de vaches                             | 33 ans | Non connu.   | Femmes        |
| ♂            | Philippe     | Éleveur de vaches                             | 52 ans | Non connu.   | Femmes        |
| ♂            | Philippe     | Viticulteur                                   | 46 ans | Non connu.   | Femmes        |
| ♀            | Sophie       | Éleveuse de vaches, de brebis et de volailles | 28 ans | Non connu.   | Hommes        |
| ♂            | Stéphane     | Éleveur de vaches                             | 42 ans | Non connu.   | Femmes        |
| ♂            | Thomas       | Éleveur de chevaux                            | 40 ans | Non connu.   | Femmes        |

## Résumé
Dès le premier épisode, les participants ne sont plus que douze. En effet, d'un côté, Stéphane a choisi d'arrêter l'émission, juste avant le tournage des speed-datings, car il annonce avoir trouvé l'amour ; et d'un autre côté, la production annonce que Guillaume est exclu, après avoir organisé plusieurs rendez-vous en dehors du cadre de l'émission.

## Audiences et diffusion
En France, l'émission est diffusée les lundis : 7 et 14 janvier 2013, pour les portraits, et du 17 juin au 23 septembre 2013 pour le reste de la saison. Un épisode dure environ 2 h 10 (publicités incluses), soit une diffusion de 20 h 50 à 23 h.
| Épisode | Jour et horaire de diffusion          | Nombre de téléspectateurs | Part de marché (sur les 4 ans et plus) | Classement des audiences | Réf.  |
| ------- | ------------------------------------- | ------------------------- | -------------------------------------- | ------------------------ | ----- |
| 1       | Lundi 7 janvier 2013 (20:50 - 22:50)  | 4 722 000                 | 18,6 %                                 | 1er                      | [ 8 ] |
| 2       | Lundi 14 janvier 2013 (20:50 - 22:50) | 4 438 000                 | 17,1 %                                 | 2e                       | [ 9 ] |

| Épisode            | Jour et horaire de diffusion            | Nombre de téléspectateurs | Part de marché (sur les 4 ans et plus) | Classement des audiences | Réf.     |
| ------------------ | --------------------------------------- | ------------------------- | -------------------------------------- | ------------------------ | -------- |
| 1                  | Lundi 17 juin 2013 (20:50 - 23:00)      | 5 651 000                 | 24,6 %                                 | 1er                      | [ 1 ]    |
| 2                  | Lundi 24 juin 2013 (20:50 - 23:00)      | 5 865 000                 | 23,9 %                                 | 1er                      | [ 10 ]   |
| 3                  | Lundi 1er juillet 2013 (20:50 - 23:00)  | 6 028 000                 | 25,3 %                                 | 1er                      | [ 11 ]   |
| 4                  | Lundi 8 juillet 2013 (20:50 - 23:00)    | 5 821 000                 | 26,6 %                                 | 1er                      | [ 12 ]   |
| 5                  | Lundi 15 juillet 2013 (20:50 - 23:00)   | 5 823 000                 | 27,3 %                                 | 1er                      | [ 13 ]   |
| 6                  | Lundi 22 juillet 2013 (20:50 - 23:00)   | 5 026 000                 | 24,3 %                                 | 1er                      | [ 14 ]   |
| 7                  | Lundi 29 juillet 2013 (20:50 - 23:00)   | 5 700 000                 | 26,7 %                                 | 1er                      | [ 15 ]   |
| 8                  | Lundi 5 août 2013 (20:50 - 23:00)       | 5 138 000                 | 25,1 %                                 | 1er                      | [ 16 ]   |
| 9                  | Lundi 12 août 2013 (20:50 - 23:00)      | 5 526 000                 | 28,1 %                                 | 1er                      | [ 17 ]   |
| 10                 | Lundi 19 août 2013 (20:50 - 23:00)      | 5 754 000                 | 27,1 %                                 | 1er                      | [ 18 ]   |
| 11                 | Lundi 26 août 2013 (20:50 - 23:00)      | 6 134 000                 | 26,5 %                                 | 1er                      | [ 19 ]   |
| 12                 | Lundi 2 septembre 2013 (20:50 - 23:00)  | 6 368 000                 | 27,0 %                                 | 1er                      | [ 20 ]   |
| 13                 | Lundi 9 septembre 2013 (20:50 - 23:00)  | 6 300 000                 | 26,5 %                                 | 1er                      | [ 21 ]   |
| 14                 | Lundi 16 septembre 2013 (20:50 - 23:00) | 6 329 000                 | 26,0 %                                 | 1er                      | [ 22 ]   |
| 15                 | Lundi 23 septembre 2013 (20:50 - 23:00) | 5 646 000                 | 24,0 %                                 | 1er                      | [ 7 ]    |
|                    |                                         |                           |                                        |                          |          |
| Bilan de la saison | Bilan de la saison                      | 5 807 000                 | 25,9 %                                 | –                        | [ n° 1 ] |

Légende :
- plus hauts scores d'audiences
- plus bas scores d'audiences